# Triathlon masculin aux Jeux olympiques d'été de 2012
Pour un article plus général, voir Triathlon aux Jeux olympiques d'été de 2012.
L'épreuve masculine de triathlon aux Jeux olympiques d'été de 2012 a eu lieu le 7 août à Hyde Park, à Londres. C'est la quatrième fois que cette épreuve a lieu aux Jeux olympiques depuis son introduction en 2000.

## Médaillés
| Or                | Argent       | Bronze            |
| ----------------- | ------------ | ----------------- |
| Alistair Brownlee | Javier Gómez | Jonathan Brownlee |

## Parcours
La course se déroule sous la « distance standard internationale » (appelé également « distance olympique ») à Hyde Park et comprend 1 500 m de nage, 40 km de vélo et 10 km de course à pied.

## Qualification
Pour participer à cette épreuve, les triathlètes se sont qualifiés entre juin 2010 et mai 2012 soit via leur classement ITU basé sur les résultats des différentes épreuves (pour 39 triathlètes) soit en devenant champion de leur continent respectif (pour 5 athlètes) ou en étant par les trois premiers de l'épreuve mondiale de qualification qui a eu lieu à Londres en août 2011. Aussi, jusqu'à 5 places supplémentaires ont été distribués aux pays qui n'étaient pas qualifiés.

## Résultats
55 athlètes participent à cette épreuve,.
| Rang                                | N° | Triathlète            | Pays               | Natation    | Cyclisme        | Course à pied   | Total temps*    | Différence      |
| ----------------------------------- | -- | --------------------- | ------------------ | ----------- | --------------- | --------------- | --------------- | --------------- |
| Médaille d'or, Jeux olympiques      | 30 | Alistair Brownlee     | Grande-Bretagne    | 17 min 04 s | 59 min 08 s     | 29 min 07 s     | 1 h 46 min 25 s |                 |
| Médaille d'argent, Jeux olympiques  | 51 | Javier Gómez          | Espagne            | 17 min 00 s | 59 min 16 s     | 29 min 16 s     | 1 h 46 min 36 s | +0 min 11 s     |
| Médaille de bronze, Jeux olympiques | 31 | Jonathan Brownlee     | Grande-Bretagne    | 17 min 02 s | 59 min 11 s     | 29 min 37 s     | 1 h 46 min 56 s | +0 min 31 s     |
| 4                                   | 11 | David Hauss           | France             | 17 min 24 s | 58 min 50 s     | 29 min 53 s     | 1 h 47 min 14 s | +0 min 49 s     |
| 5                                   | 14 | Laurent Vidal         | France             | 17 min 27 s | 58 min 42 s     | 30 min 01 s     | 1 h 47 min 21 s | +0 min 56 s     |
| 6                                   | 46 | Jan Frodeno           | Allemagne          | 17 min 20 s | 58 min 46 s     | 30 min 06 s     | 1 h 47 min 26 s | +1 min 01 s     |
| 7                                   | 25 | Alexander Bryukhankov | Russie             | 17 min 22 s | 58 min 51 s     | 30 min 10 s     | 1 h 47 min 35 s | +1 min 10 s     |
| 8                                   | 21 | Sven Riederer         | Suisse             | 17 min 22 s | 58 min 52 s     | 30 min 23 s     | 1 h 47 min 46 s | +1 min 21 s     |
| 9                                   | 17 | João Silva            | Portugal           | 17 min 22 s | 58 min 54 s     | 30 min 33 s     | 1 h 47 min 51 s | +1 min 26 s     |
| 10                                  | 35 | Alessandro Fabian     | Italie             | 17 min 01 s | 59 min 10 s     | 30 min 43 s     | 1 h 48 min 03 s | +1 min 38 s     |
| 11                                  | 12 | Vincent Luis          | France             | 17 min 20 s | 58 min 53 s     | 31 min 00 s     | 1 h 48 min 18 s | +1 min 53 s     |
| 12                                  | 54 | Bevan Docherty        | Nouvelle-Zélande   | 17 min 26 s | 58 min 51 s     | 31 min 12 s     | 1 h 48 min 35 s | +2 min 10 s     |
| 13                                  | 27 | Ivan Vasiliev         | Russie             | 17 min 03 s | 59 min 04 s     | 31 min 22 s     | 1 h 48 min 43 s | +2 min 18 s     |
| 14                                  | 43 | Hunter Kemper         | États-Unis         | 17 min 25 s | 58 min 44 s     | 31 min 20 s     | 1 h 48 min 46 s | +2 min 21 s     |
| 15                                  | 55 | Kris Gemmell          | Nouvelle-Zélande   | 17 min 26 s | 58 min 48 s     | 31 min 31 s     | 1 h 48 min 52 s | +2 min 27 s     |
| 16                                  | 47 | Steffen Justus        | Allemagne          | 18 min 07 s | 59 min 36 s     | 30 min 16 s     | 1 h 49 min 12 s | +2 min 47 s     |
| 17                                  | 19 | Richard Murray        | Afrique du Sud     | 18 min 11 s | 59 min 38 s     | 30 min 25 s     | 1 h 49 min 15 s | +2 min 50 s     |
| 18                                  | 39 | Courtney Atkinson     | Australie          | 17 min 26 s | 58 min 48 s     | 31 min 58 s     | 1 h 49 min 19 s | +2 min 54 s     |
| 19                                  | 52 | Mario Mola            | Espagne            | 18 min 09 s | 59 min 40 s     | 30 min 27 s     | 1 h 49 min 23 s | +2 min 58 s     |
| 20                                  | 38 | Hirokatsu Tayama      | Japon              | 17 min 24 s | 58 min 45 s     | 31 min 57 s     | 1 h 49 min 24 s | +2 min 59 s     |
| 21                                  | 26 | Dmitry Polyanskiy     | Russie             | 17 min 14 s | 1 h 00 min 35 s | 30 min 28 s     | 1 h 49 min 24 s | +2 min 59 s     |
| 22                                  | 18 | Richard Varga         | Slovaquie          | 16 min 56 s | 59 min 15 s     | 32 min 03 s     | 1 h 49 min 25 s | +3 min 00 s     |
| 23                                  | 7  | Gavin Noble           | Irlande            | 17 min 24 s | 58 min 50 s     | 32 min 26 s     | 1 h 49 min 47 s | +3 min 22 s     |
| 24                                  | 53 | José Miguel Pérez     | Espagne            | 18 min 07 s | 59 min 40 s     | 30 min 57 s     | 1 h 49 min 53 s | +3 min 28 s     |
| 25                                  | 3  | Kyle Jones            | Canada             | 18 min 31 s | 59 min 17 s     | 31 min 03 s     | 1 h 49 min 58 s | +3 min 33 s     |
| 26                                  | 28 | Simon De Cuyper       | Belgique           | 17 min 58 s | 59 min 45 s     | 31 min 10 s     | 1 h 50 min 00 s | +3 min 35 s     |
| 27                                  | 4  | Brent McMahon         | Canada             | 18 min 04 s | 59 min 40 s     | 31 min 09 s     | 1 h 50 min 03 s | +3 min 38 s     |
| 28                                  | 50 | Crisanto Grajales     | Mexique            | 18 min 10 s | 59 min 36 s     | 31 min 11 s     | 1 h 50 min 08 s | +3 min 43 s     |
| 29                                  | 36 | Davide Uccellari      | Italie             | 18 min 26 s | 59 min 16 s     | 31 min 13 s     | 1 h 50 min 09 s | +3 min 44 s     |
| 30                                  | 44 | Jan Čelůstka          | République tchèque | 17 min 25 s | 58 min 49 s     | 32 min 54 s     | 1 h 50 min 17 s | +3 min 52 s     |
| 32                                  | 40 | Brad Kahlefeldt       | Australie          | 18 min 06 s | 59 min 40 s     | 31 min 29 s     | 1 h 50 min 23 s | +3 min 58 s     |
| 33                                  | 56 | Ryan Sissons          | Nouvelle-Zélande   | 18 min 05 s | 59 min 45 s     | 31 min 31 s     | 1 h 50 min 27 s | +4 min 02 s     |
| 34                                  | 6  | Tyler Butterfield     | Bermudes           | 18 min 58 s | 58 min 32 s     | 31 min 52 s     | 1 h 50 min 32 s | +4 min 07 s     |
| 35                                  | 41 | Brendan Sexton        | Australie          | 18 min 53 s | 58 min 51 s     | 31 min 41 s     | 1 h 50 min 36 s | +4 min 11 s     |
| 36                                  | 33 | Reinaldo Colucci      | Brésil             | 18 min 56 s | 58 min 47 s     | 32 min 07 s     | 1 h 50 min 59 s | +4 min 34 s     |
| 37                                  | 32 | Stuart Hayes          | Grande-Bretagne    | 17 min 17 s | 59 min 04 s     | 33 min 29 s     | 1 h 51 min 04 s | +4 min 39 s     |
| 38                                  | 49 | Gonzalo Tellechea     | Argentine          | 18 min 59 s | 58 min 48 s     | 32 min 11 s     | 1 h 51 min 07 s | +4 min 42 s     |
| 39                                  | 22 | Ruedi Wild            | Suisse             | 18 min 28 s | 59 min 17 s     | 32 min 15 s     | 1 h 51 min 10 s | +4 min 45 s     |
| 40                                  | 20 | Andreas Giglmayr      | Autriche           | 18 min 57 s | 58 min 45 s     | 32 min 21 s     | 1 h 51 min 14 s | +4 min 49 s     |
| 41                                  | 16 | Bruno Pais            | Portugal           | 18 min 57 s | 58 min 44 s     | 32 min 30 s     | 1 h 51 min 22 s | +4 min 57 s     |
| 42                                  | 23 | Danylo Sapunov        | Ukraine            | 18 min 08 s | 59 min 35 s     | 32 min 38 s     | 1 h 51 min 32 s | +5 min 07 s     |
| 43                                  | 37 | Yuichi Hosoda         | Japon              | 18 min 06 s | 59 min 37 s     | 32 min 43 s     | 1 h 51 min 40 s | +5 min 15 s     |
| 44                                  | 34 | Diogo Sclebin         | Brésil             | 18 min 10 s | 59 min 36 s     | 32 min 53 s     | 1 h 51 min 51 s | +5 min 26 s     |
| 45                                  | 45 | Přemysl Švarc         | République tchèque | 18 min 08 s | 59 min 37 s     | 33 min 13 s     | 1 h 52 min 08 s | +5 min 43 s     |
| 46                                  | 2  | Bai Faquan            | Chine              | 17 min 55 s | 59 min 46 s     | 33 min 26 s     | 1 h 52 min 26 s | +6 min 01 s     |
| 47                                  | 8  | Marek Jaskółka        | Pologne            | 17 min 58 s | 59 min 45 s     | 33 min 45 s     | 1 h 52 min 38 s | +6 min 13 s     |
| 48                                  | 1  | Leonardo Chacón       | Costa Rica         | 17 min 24 s | 1 h 00 min 19 s | 33 min 42 s     | 1 h 52 min 39 s | +6 min 14 s     |
| 49                                  | 9  | Hervé Banti           | Monaco             | 18 min 55 s | 58 min 51 s     | 33 min 44 s     | 1 h 52 min 42 s | +6 min 17 s     |
| 50                                  | 24 | Felipe Van de Wyngard | Chili              | 18 min 53 s | 58 min 52 s     | 34 min 03 s     | 1 h 53 min 02 s | +6 min 37 s     |
| 51                                  | 42 | Manuel Huerta         | États-Unis         | 18 min 57 s | 58 min 51 s     | 34 min 39 s     | 1 h 53 min 39 s | +7 min 14 s     |
| 52                                  | 10 | Christopher Felgate   | Zimbabwe           | 18 min 09 s | 59 min 36 s     | 34 min 51 s     | 1 h 53 min 53 s | +7 min 28 s     |
| 53                                  | 29 | Carlos Quinchara      | Colombie           | 18 min 02 s | 59 min 37 s     | 35 min 13 s     | 1 h 54 min 10 s | +7 min 45 s     |
| 54                                  | 15 | Heo Min-Ho            | Corée du Sud       | 18 min 02 s | 59 min 46 s     | 35 min 36 s     | 1 h 54 min 30 s | +8 min 05 s     |
|                                     | 5  | Simon Whitfield       | Canada             | 17 min 23 s | N'a pas terminé | N'a pas terminé | N'a pas terminé | N'a pas terminé |